# 1998年國際足協世界盃決賽
1998年7月12日，第十六屆世界盃足球賽決賽在巴黎郊區聖但尼市舉行，由東道主法國對衛冕冠軍巴西，亦是世界盃史上首次由東道主與衛冕冠軍上演的世界盃決賽，法蘭西體育場內坐無虛席。法國總統希拉克、新老國際足聯主席布拉特、阿維蘭熱等要人悉數出席。法國最終以 3–0 完美地擊敗了衛冕冠軍巴西，首次奪得世界盃冠軍。

## 通往決賽之路

### 法國隊
| 隊伍         | 已賽 | 勝 | 和 | 敗 | 進球 | 失球 | 淨勝球 | 積分 |
| ------------ | ---- | -- | -- | -- | ---- | ---- | ------ | ---- |
| 法國         | 3    | 3  | 0  | 0  | 9    | 1    | +8     | 9    |
| 丹麦         | 3    | 1  | 1  | 1  | 3    | 3    | 0      | 4    |
| 南非         | 3    | 0  | 2  | 1  | 3    | 6    | −3     | 2    |
| 沙烏地阿拉伯 | 3    | 0  | 1  | 2  | 2    | 7    | −5     | 1    |

6月12日/第一輪 法國 3–0 南非

6月18日/第二輪 法國 4–0 沙特阿拉伯

6月24日/第三輪 法國 2–1 丹麥

6月28日/十六強 法國 1–0（加時賽）巴拉圭

7月3日/半準決賽 法國 0–0（加時賽）、（4–3 十二碼）意大利

7月8日/準決賽 法國 2–1 克羅地亞
法國隊小組賽的首戰對手為 南非，運氣和強大的中後場讓法國隊佔盡優勢，法國人輕易以3：0勝出。次戰遇到實力遠遜的 沙烏地阿拉伯，蒂埃里·亨利和特雷泽盖過足了進球癮，只是席丹因為踩踏對方球員被紅牌罰下並遭遇兩場禁賽。最後一戰對上 丹麦，儘管勞德魯普兄弟全力抵抗，但埃马纽埃尔·珀蒂的遠射還是令球隊以全勝戰績出線。
八分之一決賽，法國隊缺少席丹，只能靠布兰科的金球擊敗神勇的巴拉圭門將何塞·路易斯·奇拉维特。四分之一決賽中，法國和意大利的點球PK最終以德梅特里奧·阿爾貝蒂尼和路易吉·迪比亚吉奥的雙雙失手告終，意大利人連續三屆世界盃淘汰賽中因PK落敗。
法國隊和克羅地亞的半決賽一波三折，雖然苏克下半場剛開始利用图拉姆的失誤（圖拉姆沒有注意到隊上其他後衛當時全數前壓，打算製造越位陷阱給蘇克，結果站在原地留守的圖拉姆讓蘇克得以提早起跑甩開布蘭科和德塞利），打進這屆世界盃上法國隊唯一的運動戰丟球，但隨後图拉姆戲劇性的將功贖罪，以兩次遠射完成逆轉，這也是國家隊比賽過百的图拉姆在法國隊僅有的兩個進球。但是法国队主力中后卫布兰科將會因为红牌无缘对巴西的决赛。
法国队拥有非常强大的中场和后防线，在之前的六场比赛中打进12球仅丢两球，失球数为参赛各队最少。但法国队也因为缺少顶级前锋而为进球发愁，他们在淘汰赛的三场比赛中仅打进三球，而且全部为后卫打进。两名新秀亨利和特雷泽盖均经验不足，因此雅凯只能使用平庸的吉瓦什为主力。

### 巴西隊
| 隊伍   | 已賽 | 勝 | 和 | 敗 | 進球 | 失球 | 淨勝球 | 積分 |
| ------ | ---- | -- | -- | -- | ---- | ---- | ------ | ---- |
| 巴西   | 3    | 2  | 0  | 1  | 6    | 3    | +3     | 6    |
| 挪威   | 3    | 1  | 2  | 0  | 5    | 4    | +1     | 5    |
| 摩洛哥 | 3    | 1  | 1  | 1  | 5    | 5    | 0      | 4    |
| 蘇格蘭 | 3    | 0  | 1  | 2  | 2    | 6    | −4     | 1    |

6月10日/第一輪 巴西 2–1 蘇格蘭

6月16日/第一輪 巴西 3–0 摩洛哥

6月23日/第一輪 巴西 1–2 挪威

6月27日/十六強 巴西 4–1 智利

7月3日/半準決賽 巴西 3–2 丹麥

7月7日/準決賽 巴西 1–1（加時賽）、（4–2 十二碼）荷蘭
巴西隊在揭幕戰中並未在蘇格蘭身上佔到多大便宜，30歲的後腰桑帕伊奥首開紀錄之後，科林斯點球扳平，直到73分鐘卡福才製造對方烏龍鎖定勝局；第二輪巴西3：0大勝摩洛哥，罗纳尔多終於開齋；最後一戰巴西隊派上大批替補，結果終場前被挪威逆轉。
八分之一決賽波瀾不驚，巴西隊依靠罗纳尔多和贝贝托壓制了智利鋒線的發揮。八強戰巴西3：2勝丹麥火星四射，但里瓦尔多最終梅開二度主宰了比賽。
巴西隊和荷蘭隊的半決賽堪稱本屆世界盃技術含量最高的比賽之一。希丁克在缺少四名主力的情況下硬是依靠跑不死的戴維斯和科库阻斷了巴西隊的大部分攻勢，雖然朗拿度下半時開場便打進一球，但終場前戴維斯前場反搶，罗纳德·德波尔右路傳中，克鲁伊维特頭槌破網，兩隊不得不在加時賽結束後進行點球決勝，巴西隊四人彈無虛發將荷蘭人踢出了決賽。
巴西队在此前的6场比赛中打进了14球，进球数为参赛各队之冠，其中拥有由罗纳尔多、里瓦尔多和贝贝托组成的强大攻击线总共打进了10球。但同时巴西队在6场比赛中也丢了7个球，防守质量堪忧。

## 賽事

### 摘要
比賽一開始，法國隊就出乎許多專家的預料，仍同前幾場一樣全線壓上進攻，開賽僅5分鐘，前鋒古華治就丟掉了兩個絕好機會，佐卡夫也有一次在無人防守的情況下頭球攻門偏出。巴西隊的兩名前鋒贝贝托和朗拿度幾乎摸不著球，巴西队直到第24分钟才有了第一次有威胁的攻门，里瓦尔多在禁区内的头球被巴夫斯扑住。一開始人們還以為巴西隊是在控制節奏，轉折出現在第27分鐘，齐达内接比提發出的角球，避開莱昂纳多的防守，以一記有力的衝頂先拔頭籌--人們意識到巴西隊出現問題了。
此後，法國人的進攻一浪高過一浪，比堤的射門打在巴亚诺身上稍稍偏出；古華治面對塔法雷尔的射門太輕被撲出；第46分鐘，古華治創造了一次角球機會，佐卡夫開出，齐达内頭球衝頂再添一分。
中場休息後，扎加洛用德尼尔森替下了莱昂纳多，希望利用德尼尔森的突破打开局面。而法国队在下半场更偏重于防守，因此巴西隊的占据了场上优势，但巴西队缺乏进攻手段，只能频频从边路起球，难以给法国队的后防造成有效威胁。第58分鐘，朗拿度获得了全场比赛最好的一次机会，他在禁區內觅得一个单刀球并小角度射門，但被巴夫斯撲住。第60分钟，巴西队左路起球，法国队门将巴夫斯出击失误，但贝贝托的射门被德塞利在门线前挡出。6分鐘後，古華治再次錯失良機，他帶球突破後面對塔法雷尔將球打高。這是他在本場比賽中第3次錯失破門良機。3分鐘後，雅凱以杜加里換下了吉瓦爾什，此前有傷在身的卡伦布被博格西安換下。
第68分鐘，德塞利由於鏟搶卡福犯規被出示第二張黃牌罰下場，成為世界盃歷史上第3位在決賽中被罰下場的球員。但多打一人的巴西隊仍然無法撕破對方防線，他們更多地依靠個人突破，但面對老練的法國後衛毫無作用。事實上，罗纳尔多一度被外間認為會大放異彩，但在決賽時因為受神秘病患以致全身抽筋，臨場表現失準，間接導致巴西隊敗給法國隊失落冠軍。第74分鐘，亂了方寸的扎加洛用埃德蒙多替下了桑帕伊奥企圖孤注一擲，但法國人的少數幾次反击却更有威脅。第83分鐘，齐达内为杜加裏传出了一记好球，但杜加里在禁區內面對塔法雷尔却一腳打偏；第90分鐘，德尼尔森在禁区内得球后起左脚射门，球击中横梁弹出底线，这是巴西队在比赛中的最有威胁的一脚射门。在德尼尔森击中橫樑1分鐘后，法国队的佩蒂特在快速反擊中打入第3球，法國隊以3比0完勝衛冕冠軍。
賽後，法國隊隊長迪甘斯從希拉克手中接過世界盃，這是法國隊歷史上首次奪冠，他們終於在家門口完成了方亭、柏天尼、柏賓等球星未能實現的理想。

### 比賽詳情
| 1998年7月12日 21:00 |

| 巴西 | 0–3  | 法國                           |
| ---- | ---- | ------------------------------ |
|      | 報告 | 齐达内 27', 45+1' · 珀蒂 90+3' |

| 聖但尼，法蘭西體育場 觀眾人數：75,000 ：Said Belqola（摩洛哥） |

| 巴西 | 法國 |

| GK        | 1  | 泰法路        |     |     |
| RB        | 2  | 卡富          |     |     |
| CB        | 3  | 阿尔代尔      |     |     |
| CB        | 4  | 拜安奴        | 33' |     |
| LB        | 6  | 罗伯特·卡洛斯 |     |     |
| DM        | 5  | 森派奧        |     | 75' |
| DM        | 8  | 邓加 (c)      |     |     |
| AM        | 18 | 李安納度      |     | 45' |
| AM        | 10 | 李華度        |     |     |
| CF        | 20 | 白必圖        |     |     |
| CF        | 9  | 朗拿度        |     |     |
| 後備球員: |    |               |     |     |
| MF        | 19 | 德尼尔森      |     | 45' |
| FW        | 21 | 埃德蒙多      |     | 75' |
| 領隊：    |    |               |     |     |
| 扎加洛    |    |               |     |     |

| GK         | 16 | 巴特斯   |          |     |
| RB         | 15 | 图拉姆   |          |     |
| CB         | 8  | 德塞利   | 48', 68' |     |
| CB         | 18 | 勒伯夫   |          |     |
| LB         | 3  | 利扎拉祖 |          |     |
| DM         | 7  | 德尚 (c) | 39'      |     |
| CM         | 17 | 佩蒂特   |          |     |
| CM         | 19 | 卡伦布   | 56'      | 57' |
| CM         | 10 | 齐达内   |          |     |
| AM         | 6  | 德约卡夫 |          | 75' |
| CF         | 9  | 吉瓦爾什 |          | 66' |
| 後備球員： |    |          |          |     |
| MF         | 4  | 维埃拉   |          | 75' |
| MF         | 14 | 博格西安 |          | 57' |
| FW         | 21 | 杜加里   |          | 66' |
| 領隊：     |    |          |          |     |
| 雅凱       |    |          |          |     |

| 最佳球員： 薛尼丁·施丹（法國） 助理裁判員： Mark Warren (英格蘭) Achmat Salie (南非) 第四裁判： Rahman Al Zaid (沙特阿拉伯) | 比賽規則 - 90 分鐘 - 賽和需要進行 30 分鐘加時賽 - 假如仍然賽和則會進行互射十二碼 - 最多三個換人調動 |

## 爭議
1998年法国世界杯决赛巴西隊0∶3输给法国隊之后，人们就在不停地质疑巴西隊的表现，而且当场比赛出现的许多离奇情况更让人们迸发出巴西隊让球的联想。
1998年世界杯上，“外星人”罗纳尔多表现出色，一路率领巴西隊打入决赛。而在巴西与法国决赛前夕，据说“外星人”罗纳尔多突然全身抽搐、口吐白沫，致使在决赛中，此前一直表现出色并攻入4球的罗纳尔多在90分钟的比赛中判若两人，连累了整支巴西队，渾渾噩噩地以0比3惨败在东道主法国脚下。主教练扎加洛原本安排“野兽”埃德蒙多与贝贝托一起首发，但在巴西足协主席里卡多·特谢拉的干预下，罗纳尔多继续首发并踢满全场。事后巴西的法庭曾经“提审”过当时担任巴西国家队队医的托雷多博士、与罗纳尔多同宿舍的卡洛斯等人，但都没有找出答案。这一历史疑案至今未破。有关这一悬案的说法有多个版本。比如其中之一是：羅納爾多在本屆世界杯决赛圈的比赛中一直都在自己受伤的右膝上同时注射镇痛剂和消炎药，就算是决赛前7小时还在接受队医的注射，结果正是第8针产生了副作用。除此之外，该悬案的其他版本为：罗纳尔多赛前梦游、巴西队受赌博集团操纵、罗纳尔多得知女朋友出軌等等。

## 外部連結
- . FIFA. 20 April 2018  [31 October 2021]. （原始内容存档于2021-01-06） –YouTube.